# Calamomyia alterniflorae
Calamomyia alterniflorae är en tvåvingeart som beskrevs av Gagne 1981. Calamomyia alterniflorae ingår i släktet Calamomyia och familjen gallmyggor. Inga underarter finns listade i Catalogue of Life.